# ボイ・ケンペル
ボイ・ケンペル（Boy Kemper、1999年6月21日 - ）は、オランダ・プルメレント出身のサッカー選手。NACブレダ所属。ポジションはDF。

## クラブ経歴
2017年8月18日、ヨング・アヤックスにて、エールステ・ディヴィジのSCカンブール・レーワルデン戦でプロデビューを果たした。
2020年7月17日、ADOデン・ハーグと3年契約を交わした。